# Trấn nước

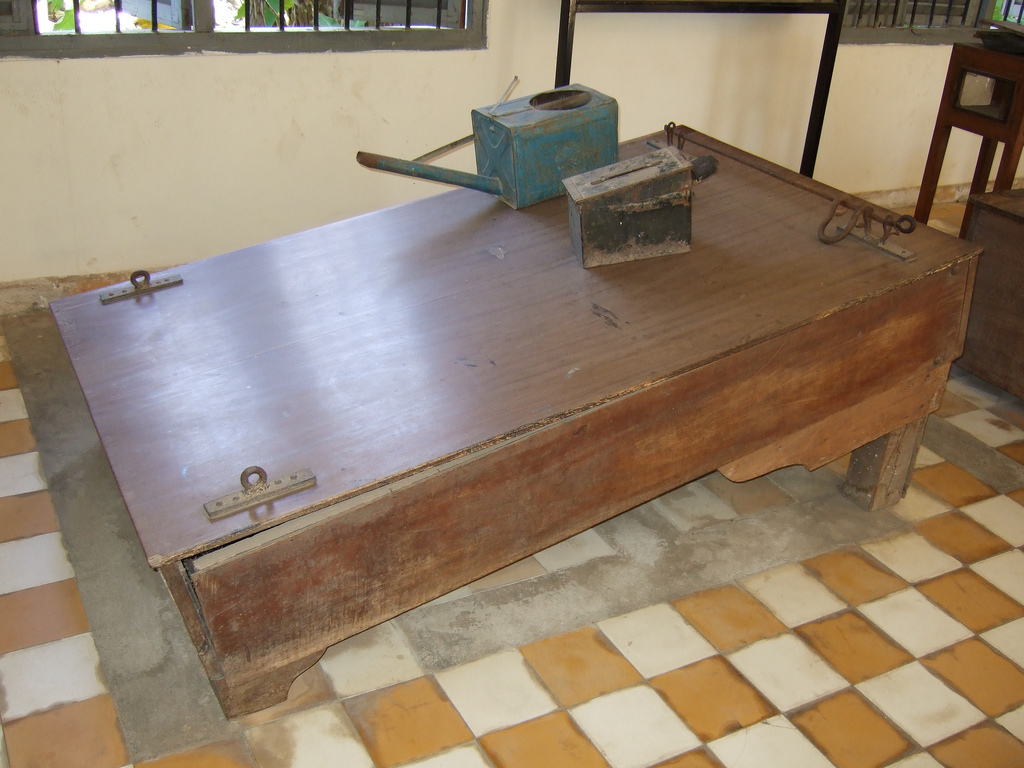
Ván nước được trình bày tại Bảo tàng diệt chủng Tuol Sleng. Tù nhân bị còng chân vào cột bên phải và còng tay ở bên trái; sau đó, Khmer Đỏ bịt mặt và đổ nước lên mặt.

Trấn nước (tiếng Anh là waterboarding'', đôi khi dịch là ván và nước) là một hình thức tra tấn mà nạn nhân bị trói chặt và bị dội nước vào mặt, làm ngạt thở và hít nước vào phổi, gây ra cảm giác tương tự khi bị ngạt nước và sắp sửa chết đuối. Đây là một hình thức tra tấn bị các tổ chức và nhà hoạt động nhân quyền lên án dữ dội vì nó gây tổn hại trầm trọng đến sức khỏe và tinh thần nạn nhân. Trấn nước được coi là tra tấn bởi nhiều người, bao gồm luật sư, chính khách, cựu chiến sĩ, viên chức tình báo, quan tòa quân sự, và tổ chức nhân quyền. Vào thời Tòa án dị giáo Tây Ban Nha, người ta đã bắt đầu sử dụng phương pháp này để thẩm vấn, để phạt và đe dọa, và để ép cung.

## Phương pháp waterboarding
Khác với trấn nước, khi đầu bị dìm xuống nước mặt trước, waterboarding gây phản xạ nôn gần như ngay. Waterboarding không nhất thiết phải tổn thương cơ thể một cách lâu dài. Tuy nhiên, nó có thể làm rất đau đớn, nghẹt thở, đâm phổi, thương não do thiếu oxy, tổn thương một cách khác như gãy xương vì vẫy đạp vào những khóa tay, bị chấn thương lâu dài, hoặc, sau hết, bị chết. Những tổn thương có thể mới bắt đầu hiện ra nhiều tháng sau khi nằm trên ván nước; những kết quả tâm lý có thể kéo dài nhiều năm.
Năm 2007, thuật ngữ "waterboarding" trở thành phổ biến sau khi báo chí cho biết rằng Cơ quan Tình báo Trung ương Hoa Kỳ (CIA) thực hiện phương pháp này để thẩm vấn những tù nhân ngoại tụng và rằng Bộ Tư pháp Hoa Kỳ đã cho phép. Tin tức này dẫn đến vụ bê bối chính trị ở khắp thế giới. Những tình nghi Al-Qaeda bị CIA thực hiện Waterboarding bao gồm Khalid Sheikh Mohammed, Abu Zubaydah, và Abd al-Rahim al-Nashiri.